# Long Tiên
Long Tiên là một xã thuộc tỉnh Đồng Tháp, Việt Nam.

## Địa lý
Xã Long Tiên có vị trí địa lý:
- Phia đông giáp xã Bình Trưng và Vĩnh Kim.
- Phía tây giáp xã Hiệp Đức.
- Phía nam giáp xã Ngũ Hiệp.
- Phía bắc giáp các phường Cai Lậy, Nhị Quý và xã Bình Phú.

Xã Long Tiên có diện tích tự nhiên 44,64 km², dân số năm 2025 là 43.997 người, mật độ dân số đạt 985 người/km².
Các con sông, kênh, rạch chảy qua địa bàn xã gồm: kênh 26 Tháng 3, kênh Ba Hũ, kênh Ba Muồng, kênh Bang Lợi, kênh Năm Dần, kênh Năm Mạnh, kênh Ông Mười, rạch Mù U, rạch Ông Bầu, sông Cầu Gió. Sông Rạch Gầm chạy qua xã chủ yếu theo hướng tây đông, cắt đôi địa bàn xã.

## Lịch sử
Ngày 16 tháng 6 năm 2025, Ủy ban Thường vụ Quốc hội ban hành Nghị quyết số 1663/NQ-UBTVQH15 về việc sắp xếp các đơn vị hành chính cấp xã của tỉnh Đồng Tháp năm 2025. Theo đó, sắp xếp toàn bộ diện tích tự nhiên, quy mô dân số của các xã Mỹ Long (huyện Cai Lậy), Long Trung và Long Tiên thành xã mới có tên gọi là xã Long Tiên.
Sau khi sáp nhập, xã Long Tiên có 44,64 km² diện tích tự nhiên và dân số 43.997 người.

## Hành chính
Xã Long Tiên có diện tích 16,44 km², dân số năm 2013 là 12.001 người, mật độ dân số đạt 730 người/km².
Xã được chia thành 9 ấp: Ấp 9, ấp Mỹ Chánh, ấp Mỹ Hưng, ấp Mỹ Lợi A, ấp Mỹ Lợi B, ấp Mỹ Lương, ấp Mỹ Thạnh A, ấp Mỹ Thạnh B, ấp Mỹ Thuận.

## Kinh tế – Xã hội
Kinh tế xã ban đầu trồng lúa đã chuyển sang trồng cây ăn quả, chủ yếu là sầu riêng, vào năm 2015, xã Long Tiên có 1.260 ha trồng cây ăn quả, trong đó có 1.000 ha sầu riêng. Trong năm 2020, tình trạng hạn hán và nhiễm mặn nghiêm trọng đã làm chết một diện tích lớn vườn sầu riêng. Xã cũng có một diện tích đáng kể vú sữa Lò Rèn Vĩnh Kim, khoảng 35 ha vào năm 2010.
Các con đường liên ấp, liên xã đều được trải nhựa và bê tông hóa. Con đường quan trọng nhất xã là đường Long Tiên - Mỹ Long, số hiệu là đường huyện 35 (ĐH.35), chạy theo hướng tây đông. Phía tây có đường tỉnh 868 chạy qua, phía đông có đường huyện 62B chạy qua. Trung tâm mua bán là chợ Ba Dầu, chợ Cái Mít và Ngã ba Long Tiên. Một khu chợ ở góc tây nam xã là chợ Cây Bã Đậu là điểm chợ mua bán giao nhau giữa 3 xã, Long Tiên, Long Trung, Tam Bình. Phía bắc xã có chợ Miễu Bà, là một chợ nhỏ.
Năm 2019, thu nhập bình quân đầu người là 54,8 triệu đồng/người/năm, tỉ lệ hộ nghèo là 2,1 %.
Công trình nổi bật là Khu lưu niệm căn cứ Tỉnh ủy Mỹ Tho thuộc ấp Mỹ Lợi A, rộng 527 m². Chùa Đông Sơn ở ấp Mỹ Thạnh A lập vào năm 1820.